# Чоловіче розсування ніг у транспорті

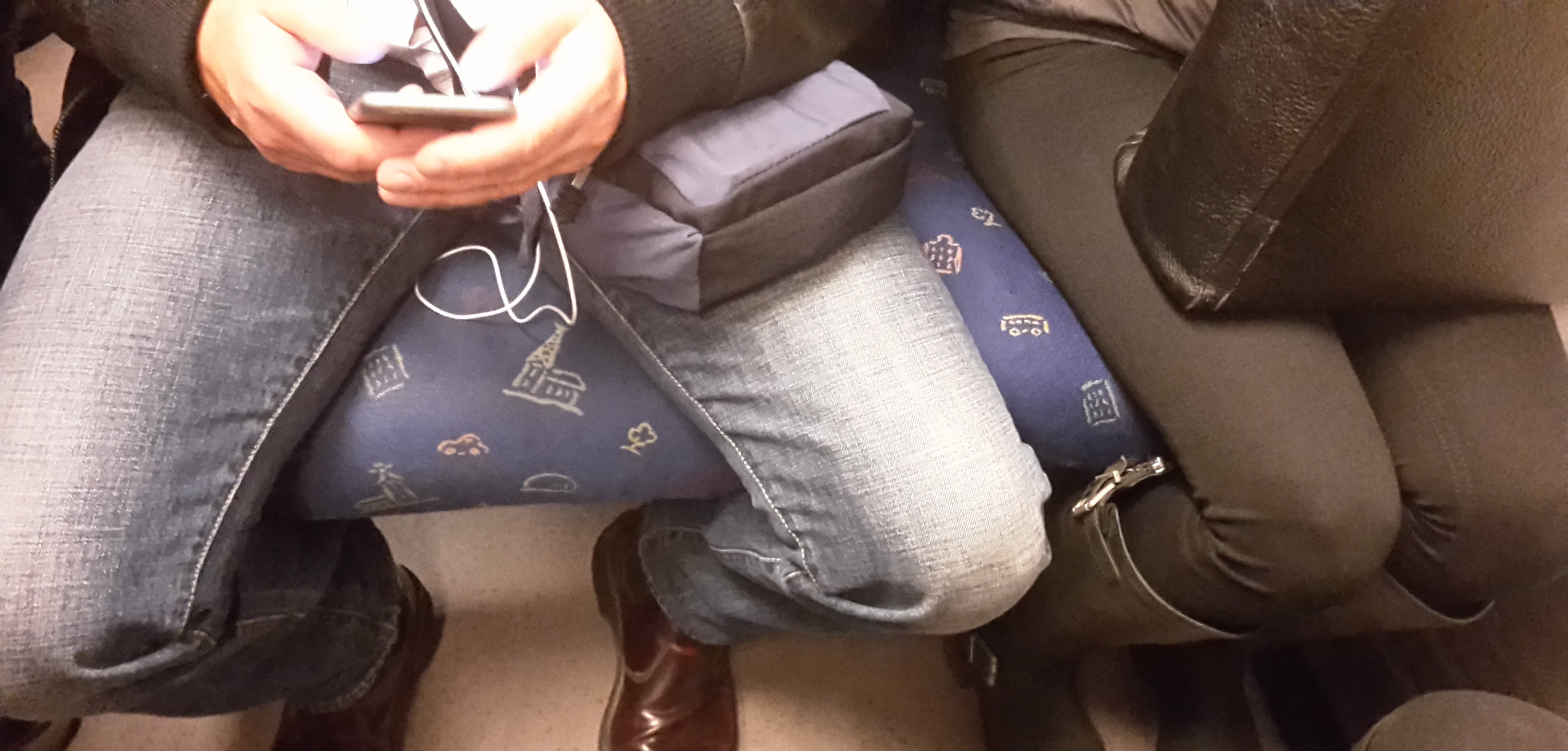

Чоловіче розсування ніг у транспорті — звичка деяких чоловіків сидіти в громадському транспорті, широко розставивши ноги, займаючи, таким чином, більше одного сидячого місця, через що іншим пасажирам доводиться їхати стоячи.

## Історія
Англомовний неологізм «Manspreading» (чоловіче сидіння розвальцем, «мужоро́звальні») феміністки запустили в соціальній мережі Tumblr у 2013 році, коли стартувала кампанія, спрямована проти подібного «транспортного мачизму».
Явище довгий час було предметом жартів в інтернеті, а також критики і дебатів у США, Великій Британії, Туреччині і Канаді.

## Реакції транспортних компаній

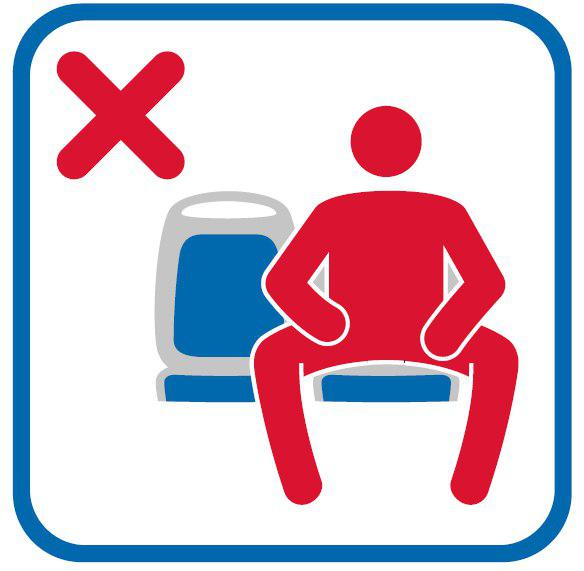
Кампанія від Мадридської транспортної компанії, яка закликає дотримуватися шанобливого ставлення

Нью-Йоркська транспортна компанія Metropolitan Transportation Authority (MTA) і Sound Transit в Сієтлі підтримали акцію, випустивши постери з проханням зберігати шанобливу до інших пасажирів позу в автобусах і поїздах. Наприклад, Кампанія MTA, яка в цілому критикує багато моделей поведінки в громадському транспорті (такі, як опирання на стовпи і нанесення макіяжу), для цих інцидентів використала гасло «Чувак, зупини розкидування, будь ласка!». З 2017 р. Мадридська міська транспортна компанія закликає візуальними знаками не займати більше одного місця в громадському транспорті.
Активісти, які вважають, що масштаби «manspreading» стають все більш загрозливими, вдаються до боротьби з ним власними методами: наприклад, фотографують таку поведінку пасажирів і розміщують знімки в Інтернеті з відповідними принизливими коментарями.
Транспортні чиновники в таких містах, як Філадельфія, Чикаго і Вашингтон (округ Колумбія), однак, заперечують, що проблема така серйозна. А представники транзитної комісії міста Торонто заявили, що вони не знають про скарги на подібні ситуації, але цитували скарги на інші проблеми транспортного етикету, включаючи зайняття додаткових місць речами..

## Критика

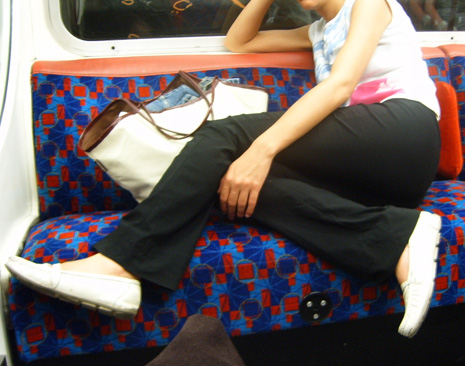
Жінка в лондонському метро, «she-bagging», що зайняла сусіднє місце

Сама практика розміщення фотографій з їх негативним чи принижуючим коментуванням онлайн піддається критиці як неприпустиме публічне приниження чи й засобом, щоб викликати почуття вини і сорому. Як приклад, в Нью-Йорку актор Том Генкс був сфотографований в метро коли «розсівся» на два місця і був підданий критиці за це. В свою чергу він відповів на одному ток-шоу:

| Гей, Інтернете, ти ідіот! Потяг був напівпорожній! Був розкиданий, бо там було багато місця!Оригінальний текст (англ.) Hey Internet, you idiot! The train was half empty! It was scattered – there was plenty of room! |
| |

У той час як активісти критикують практику «manspreading» за грубість і неуважність до інших пасажирів, яким доводиться стояти, вони самі зазнають контркритики за те, що фокусують увагу виключно на чоловіках, у той час як жінки часом теж займають в транспорті більше одного місця. Така манера поведінки жінок отримала свою назву —- She-bagging. Twitter-кампанії також супроводжувалися геш-теґами, як #shebagging.
Протиріччя, які оточують цей процес, описуються феміністкою «справедливості» Кеті Янг, як «псевдофемінізм, що занепокоєний чоловічою нешанобливою поведінкою, незалежно від того, наскільки це тривіально».
Канадська асоціація за рівність (англ. Canadian Association for Equality або CAFE), група, що відноситься до руху за права чоловіків, розкритикувала кампанії проти «manspreading». CAFE стверджувала, що:

| Для чоловіків фізично боляче зтулити свої ноги, і ми не можемо очікувати цього, і для нас це також є біологічною необхідністю. Ми не можемо змусити жінку припинити годування грудьми в автобусах або поїздах, і ми не можемо змусити їх зупинити принесення дитячих візків, чому ми повинні змусити людей закрити свої ноги? Це сексизм відвертий та простий, і його неможливо пропустити.Оригінальний текст (англ.) It’s physically painful for men to close their legs and we cannot be expected to do so, and it’s also a biological necessity for us to do so. We can’t force woman to stop breast feeding on busses (sic) or trains and we can’t force them to stop bringing strollers on, why should we force men to close their legs? This is sexism plain and simple and it cannot be passed. |
| |

Декотрі коментатори в засобах масової інформації зробили аналогічні аргументи щодо необхідності чоловіків розставляти ноги, щоб правильно розмістити свої яєчка.
У 2016 році слово з'явилося в списку «вигнаних» («забанених», від англ. banished) ненависницьких слів та словосполучень у вищому державному університеті Lake Superior State University штату Мічиган.

## Соціальні реакції
«Сидіти ширше, це може свідчити про панування та сексуальну привабливість для чоловіків.» — так Tanya Vacharkulksemsuk, дослідниця з докторантури Каліфорнійського університету в Берклі, нещодавно опублікувала дослідження, в яких описується, що розведення ніг та рук роблять чоловіків більш сексуально привабливими. Використовуючи фотографії, вона з'ясувала, що зображення таких чоловіків отримали 87 % інтересу серед глядачів-жінок. Розширені пози не були настільки ж ефективними для жінок, які, як стверджують інші дослідники, виявилися «уразливими» та подібними до «морських зірок».
Протилежна до «manspreading» сидяча поза зі зведеними або схрещеними ногами часто розглядається як «жінкоподібність». З іншого боку, деякі аналітики виявили, що жінки, що сидять зі схрещеними ногами, можуть сприйматися позитивно, бо це вияв жіночності.